# Beautiful, Wonderful (мини-альбом)
| Оценки критиков  | Оценки критиков |
| Источник         | Оценка          |
| ---------------- | --------------- |
| Resident Advisor | 70/100          |

Beatiful, Wonderful (с англ. — «Прекрасно, чудесно») — дебютный мини-альбом шведского продюсера Yung Gud, выпущенный 24 ноября 2014 года
.
Журнал Complex пишет: «Beautiful, Wonderful отходит от прошлого меланхоличного производства Gud и вместо этого переходит к эклектичной экспериментальной энергии, которую Gud продемонстрировал в своих недавних ремиксах на "2 On" Тинаше и "No Excuses" Жака Грина».

## Список композиций
| №                   | Название            | Продюсеры           | Длительность |
| ------------------- | ------------------- | ------------------- | ------------ |
| 1.                  | «My Guns»           | Yung Gud            | 4:22         |
| 2.                  | «Forever 2001»      | Yung Gud            | 4:22         |
| 3.                  | «The Power»         | Yung Gud            | 5:03         |
| 4.                  | «My Partner»        | Yung Gud            | 4:02         |
| Общая длительность: | Общая длительность: | Общая длительность: | 14:49        |